# Gremmerup
Gremmerup (dänisch Grimmerup) ist ein Ortsteil der Gemeinde Husby.

## Lage
Das Dorf Gremmerup liegt entlang seiner Dorfstraße, die im Norden zum Süderholz, einem kleinen Waldgebiet und Wohnplatz, führt. Die Dorfstraße wird im besagten Waldbereich durch die gleichnamige Straße Süderholz fortgeführt. Sie endet beim Dorf Munkbrarup. Eine westliche Abbiegung der Dorfstraße, die den Straßennamen Rüllschauer Weg trägt, führt zum Dorf Rüllschau. Fünfhundert Meter südlich von Gremmerup liegt das Dorf Husby. Der südliche Teil des Dorfes Gremmerup wird auch Nedderby genannt. Nedderby bedeutet so viel wie Niederdorf beziehungsweise Unterdorf, denn Nedderby liegt geographisch südlich und auch von der Höhenlage her unterhalb des „Hauptdorfes“ (Lage). Ein weiteres Nedderby existiert im Übrigen beispielsweise bei Rinkenis, auf der nördlichen Seite der Flensburger Förde (Lage). Nordwestlich des Dorfes Gremmerup liegt der Hof Langroi (Lage), der gewöhnlich zu Gremmerup hinzugerechnet wird.

## Hintergrund
Der Name „Gremmerup“ bedeutet möglicherweise „Dorf des Grim(m)i“ beziehungsweise „Grim(m)is Dorf“. Direkt beim Dorf Gremmerup lag im Mittelalter eine Burg, welche heute unter der Burg Nedderby bekannt ist. Das Dorf lag im Übrigen damals im Gebiet der Husbyharde. Auf Karten von 1858 war der Ort schon eingetragen.
Im Jahr 1869 wurde die eigenständige Gemeinde Gremmerup gegründet. 1886 gründeten Husby und Gremmerup zusammen eine Freiwillige Feuerwehr. Aus dieser gingen später die Dorfwehren in Husby, Gremmerup und Markerup/Husbyholz hervor. Nach dem Zweiten Weltkrieg stieg die Bevölkerungszahl der Gemeinde durch Flüchtlinge erheblich an. Im Jahre 1946 lebten 408 Menschen in der Gemeinde. 1961 hatte Gremmerup nur noch 207 Einwohner. Im Jahre 1970 lebten lediglich noch 189 Menschen in der Gemeinde. Im selben Jahr wurde die Gemeinde Gremmerup nach Husby eingemeindet. Noch heute ist Gremmerup ein Ortsteil von Husby. Zwei der alten Reetdachhäuser Gremmerups stehen heute als Kulturdenkmale der Gemeinde Husby unter Denkmalschutz.

## Sage vom Vörbrand bei Nedderby
Es existiert im Übrigen eine Sage, in der ein „Nedderby“, vermutlich das besagte Nedderby, Erwähnung findet. Die besagte Sage berichtet von dem folgenden Ereignis: Als einst jemand bei „Nedderby“ entlang ging, sah er dort einen „Vörbrand“. Ein „Vörbrand“ ist ein Ereignis, bei dem ein Brand zu sehen ist, der in Wahrheit noch nicht stattgefunden hat und dementsprechend verhindert werden kann.

## Verschiedenes
- Gremmerup besitzt keine eigene Kirche. Die evangelisch-lutherischen Bewohner besuchen offenbar zum Großteil die nahegelegene St.-Vincentius-Kirche in Husby.[18]
- Busverbindungen verbinden Gremmerup mit den Dörfern Freienwill, Hürup, Maasbüll und Husby sowie der Stadt Flensburg. Gremmerup hat drei Bushaltestellen. Eine befindet sich im nördlichen Teil von Gremmerup, Eine zweite befindet sich bei Nedderby und eine dritte beim Hof Langroi 1.[19]